# Atrichopogon snyderi
Atrichopogon snyderi är en tvåvingeart som beskrevs av Tokunaga 1959. Atrichopogon snyderi ingår i släktet Atrichopogon och familjen svidknott. Inga underarter finns listade i Catalogue of Life.